# Сухина Станіслав Валерійович
Станіслав Валерійович Сухина (рос. Станисла́в Вале́рьевич Сухи́на; нар. 16 серпня 1968, Черкаси, УРСР) — радянський та російський футболіст, виступав на позиції захисника, російський футбольний арбітр.

## Кар'єра гравця
Футбольну кар'єру розпочав у 1989 році в складі дубля дніпропетровського «Дніпра», у футболці якого зіграв 1 матч. У 1989 року захищав кольори аматорського клубу «Авангрд» з Коломни. Наступного сезону перейшов до раменського «Сатурна», який виступав у Другій нижчій лізі. За раменський клуб зіграв 1 матч у чемпіонаті СРСР. У 1991 році повернувся до «Авангарду» з Коломни, який виступав у чемпіонаті РРФСР серед КФК (7 матчів). А вже наступного сезону разом з коломненським клубом взяв участь у першому розіграші чемпіонату Росії серед клубів Другої ліги. У складі «Авангарду» був основним гравцем, зіграв 33 матчі в чемпіонаті Росії та 1 поєдинок у кубку Росії. Сезон 1993 року відіграв у чемпіонаті Росії серед КФК у складі «Спартака» (Луховиці). У 1994 році перейшов до клубу «Гігант» (Воскресенськ), який виступав у Третій лізі чемпіонату Росії. У складі воскресенського клубу в російському чемпіонаті провів 42 поєдинки (1 гол), ще 1 матч зіграв у кубку Росії. По завершенні сезону 1994 року закінчив кар'єру футболіста.

## Кар'єра арбітра
- Третій дивізіон Росії: 1996 (помічник судді, головний суддя)
- Другий дивізіон Росії: 1997 (помічник судді, головний суддя)
- Перший дивізіон Росії: 1998 (помічник судді), 1999 (головний суддя)
- Вищий дивізіон Росії: 2001 (головний суддя)

З 2003 року має категорії арбітра ФІФА. 26 серпня 2004 року Сухина дебютував у єврокубках у матчіб «Ельфсорг» - «Гленторан» у кваліфікаційному раунді Кубку УЄФА; поєдинок закінчився з рахунком 2:1 на користь «Ельфсоргу», а російський арбітр тричі показав жовту картку. Перший поєдинок національних збірних відпрацював 7 жовтня 2005 року — Польща - Ісландія, 3:2. По ходу зустрічі Станіслав показав три жовті картки. Матчі вищого дивізіону Росії судив з 2001 по 2012 рік. У 2007 році посів третє місце в конкурсі газети «Спорт-Експрес» «Золота мантія». З 2008 року має другу категорію арбітрів ФІФА. У 2008 та 2009 роках обирався найкращим футбольним арбітром у Росії. Обслуговував матчі кваліфікації чемпіонату світу 2010 року та Євро 2012. У 2012 році завершив суддівську кар'єру.
Після завершення кар'єри судді — інспектор матчів чемпіонату Росії. У 2013-2016 роках — заступник голови департаменту суддівства та інспектування РФС.

### Поєдинки збірних
| Дата           | Місце              | Матч                  | Рахунок | Змагагання    | ЖК | / | RK |
| -------------- | ------------------ | --------------------- | ------- | ------------- | -- | - | -- |
| 7 жовтня 2005  | Варшава, Польща    | Польща – Ісландія     | 3 – 2   | Товариський   | 3  | 0 | 0  |
| 15 серпня 2006 | Київ, Україна      | Україна – Азербайджан | 6 – 0   | Товариський   | 1  | 0 | 0  |
| 20 серпня 2008 | Мінськ, Білорусь   | Білорусь – Аргентина  | 0 – 0   | Товариський   | 0  | 0 | 0  |
| 1 квітня 2009  | Будапешт, Угорщина | Угорщина – Мальта     | 3 – 0   | кв. ЧС 2010   | 5  | 0 | 0  |
| 25 травня 2010 | Харків, Україна    | Україна – Литва       | 4 – 0   | Товариський   | 5  | 0 | 0  |
| 12 грудня 2010 | Вадуц, Ліхтенштейн | Ліхтенштейн – Чехія   | 0 – 2   | кв. ЄВРО 2012 | 4  | 0 | 0  |

## Кар'єра тренера
З лютого 2017 року — начальник команди ФК «Локомотив» Москва.

## Досягнення
- Найкращий футбольний арбітр Росії: 2009 (за версією сайту http://www.championat.ru)[2].

## Освіта
Закінчив Інститут фізичної культури (Малаховка). Старший викладач кафедри теорії та методики футболу і хокею МГАФК. Володіє англійською мовою.